# Montastruc-de-Salies

Montastruc-de-Salies este o comună în departamentul Haute-Garonne din sudul Franței. În 2009 avea o populație de 273 de locuitori.

## Evoluția populației
| An        | 1975 | 1982 | 1990 | 1999 | 2006 | 2009 |
| --------- | ---- | ---- | ---- | ---- | ---- | ---- |
| Populație | 341  | 297  | 285  | 292  | 276  | 273  |